# Guerra hispano–sul-americana
A guerra hispano–sul-americana foi um conflito bélico naval que opôs a Espanha contra uma aliança formada por Chile, Peru, Bolívia e Equador entre 1865 e 1866. Os últimos dois países, a falta de meios, não participaram militarmente, mas deram apoio político aos primeiros e negaram o abastecimento à frota espanhola.
O conflito gerou-se e agudizou-se num período de contínuas intervenções das potências europeias em territórios das novas repúblicas americanas, problemas diplomáticos pendentes, dívidas impagadas, conceitos de honra inadequados para a liberdade de imprensa e a destrutividade das armas atingidas em meados do século XIX. Nessas circunstâncias, os temerários atos duma flotilha espanhola fizeram temer, nas capitais dos países da costa do Pacífico, uma tentativa bourbon de reconquista. Julio F. Guillén afirma que "A campanha do Pacífico (1863-66), pelos contínuos erros de um e outro bando, desembocou numa guerra estúpida, da que um historiador nosso afirma que foi sem objeto nem objectivos e que ninguém põe em claro de que modo começou".:v
O detonador foi uma briga entre civis peruanos e espanhóis que não foi resolvida satisfatoriamente e escalou a nível internacional. Quando o governo peruano de Juan Antonio Pezet negou-se a aceitar as condições espanholas para a solução do impasse, as ilhas Chincha, fonte principal das arrecadações fiscais peruana, foram ocupadas no 14 de abril de 1864 pelos marinhos espanhóis. O Peru, sem poder naval suficiente para desalojá-los, deveu aceitar no Tratado Vivanco-Pareja as condições exigidas pela antiga potência imperial, o que causou a derrocada de Pezet e sua substituição por Mariano Ignacio Prado. Chile interveio no conflito negando-se a abastecer aos navios espanhóis primeiro e declarando a guerra a Espanha no 25 de setembro de 1865 depois de um ultimato espanhol. Peru o fiz no 14 de janeiro de 1866:239 e lhe seguiram nesse mesmo ano Equador e Bolívia.
As operações militares desta guerra concentraram-se na costa de Chile e Peru, entre finais de 1865 e mediados de 1866, sendo suas principais acções os combates navais de Papudo e Abtao, o bombardeio de Valparaíso e a batalha do Callao.
As hostilidades terminaram em meados de 1866, se bem não se assinou um armistício até 1871. Os tratados de paz assinaram-se de forma bilateral entre a cada país sul-americano e Espanha nos anos 1879 (Peru e Bolívia), 1883 (Chile) e 1885 (Equador).

## Antecedentes e causas da guerra

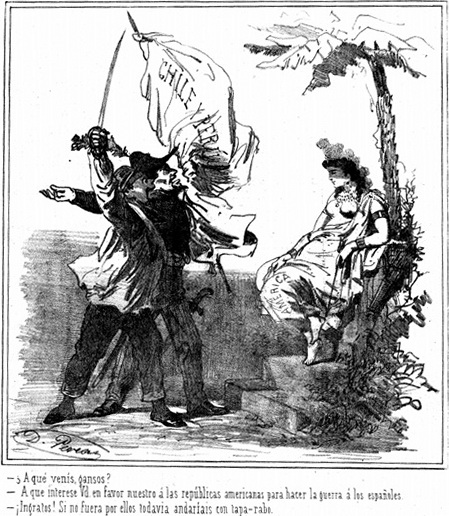
Quadrinho aparecido na revista satírica espanhola Gil Blas do 17 de março de 1866 que mostra a petição de Chile e Peru de solidariedade aos Estados Unidos ante o conflito com Espanha, ao que Estados Unidos responde: «Ingratos! Se não fora por eles ainda andaríeis com tampa-rabo.»

O historiador e diplomático peruano Fabián Novak:37 assinala dois tipos de causas da guerra, as ocultas e as visíveis:
No primeiro grupo Novak destaca:
1. A intenção de alguns espanhóis de restaurar sua influência em América,
2. O desejo de desviar as arrecadações provenientes do guano peruano a Espanha
3. Obrigar ao pagamento da dívida peruana
4. As pressões e interesses da política interna da metrópole

Entre as causas visíveis assinala:
1. A falta de experiência e habilidade dos diplomáticos dos três países envolvidos.
2. O exacerbado conceito da honra e dignidade, nacional e pessoal, que se associava aos títulos e nomes
3. A "forma imperiosa" com que as potências tratavam às novas repúblicas americanas
4. As feridas ainda abertas que tinham deixado as guerras da independência
5. A inexistência de relações diplomáticas formais entre o Peru e Espanha

Esta rápida enumeração de causas deve ser lida com prevenção, dado que, por exemplo, "restaurar sua influência" pode significar "estabelecer relações diplomáticas" ou "ocupar territórios". Este último significado é expressamente recusado por Novak, quem adverte contra tais especulações e cita as razões dadas por Enrique Chirinos Soto: a frota não incluía tropas suficientes para tal efeito, como força naval era considerável, mas incapaz por se sozinha de reter terras continentais e por último a ratificação da independência dada nas instruções.:36
Uma aresta que é mencionada por outros autores é a existência de correntes pró-hispanas dentro dos conservadores americanos.:107

### Intervenções foráneas em América Latina

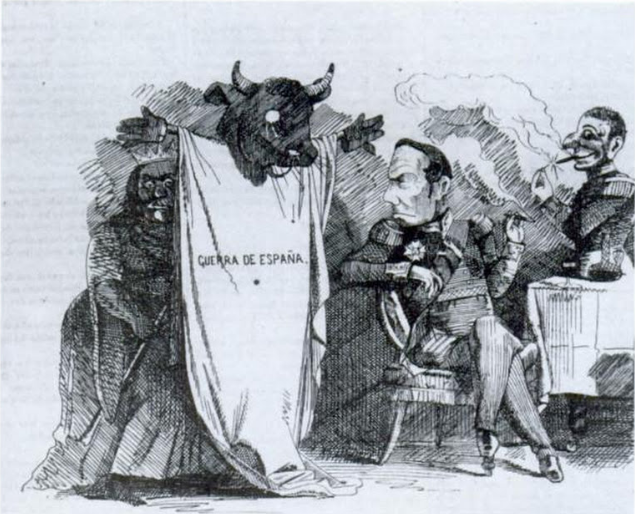
Oh, não tema meu general, se é um espantajo!. Caricatura da época publicada por uma revista "O Charivari" (pelo uso do castelhano, provavelmente não a francesa Lhe Charivari). O general pode ser Pezet e a figura na sombra, Isabel II.

#### Política exterior das potências
Ronald Bruce St John em Foreign Policy of Peru lista algumas intervenções dos Estados Unidos e as potências europeias na região: Espanha em México e América Central em 1829 e 1832, França em Veracruz em 1838, o bloqueio de Buenos Aires entre 1838 e 1840, e cinco anos mais tarde junto aos britânicos, outra vez em Buenos Aires. Em 1860, Espanha interveio em Santo Domingo. Em 1833 os britânicos ocuparam as Ilhas Malvinas. Desde "estações navais" que mantinham em frente aos principais portos de América do Sul, as potências utilizavam sua incontestável força para impor seus interesses.
Por outro lado, já desde seus começos, as novas repúblicas tinham advertido o enorme poder e influência exercida pelos Estados Unidos de América e Grã-Bretanha nos âmbitos cultural e económico, o que tinha levado a um fortalecimento dos laços entre os intelectuais de ascendência hispana. Assim, a intervenção francesa em México tinha sido justificada em parte como um apoio contra a dominação estadunidense.[carece de fontes?]
Em meados do século XIX, depois das perdas causadas pelas guerras napoleónicas e o desprendimiento das províncias de ultramar americanas (com excepção de Cuba), existiu na Espanha um ânimo histórico de reocupar um papel relevante entre as nações europeias com base nos avanços do país em comércio exterior, sistema bancário, agricultura de exportação, indústria têxtil, caminhos de ferro, exército e marinha. O governo da União Liberal, presidido pelo general Leopoldo O'Donnell, que exercia o poder com aprovação da rainha Isabel II iniciou as acções chamadas "de prestígio" ou de "exaltação patriótica" que tiveram um amplo apoio popular como a Expedição franco-espanhola a Cochinchina desde 1857 a 1862; as tentativas de formalizar a participação de Espanha na Guerra da Crimeia; a Guerra de África de 1859, na que O'Donnell obteve um grande apoio popular e um grande prestígio ao consolidar as posições de Ceuta e Melilla e ganhar Sidi Ifni, (conquanto não pôde obter Tânger pelas pressões britânicas); a anexação de Santo Domingo em 1861 e a expedição anglo-franco-espanhola em México de 1862.

#### Reconhecimento das novas repúblicas
O fim das guerras da independência não significou um termo dos temas pendentes entre Espanha e seus territórios perdidos. O processo de reconhecimento político das novas repúblicas foi lento.:112 Dos países envolvidos na guerra hispano-sudamericana, só três tinham sido reconhecidos como independentes por Espanha no momento de começar as hostilidades: Equador (em 1840), Chile (em 1844) e Bolívia (em 1847). Peru, país onde se originou o conflito, não tinha sido reconhecido como independente por Espanha. Em 1853 conseguiu-se um acordo entre os governos, mas não foi ratificado em Peru por razões que veremos mais adiante. Este e outros acordos significavam até certo ponto um reconhecimento tácito, ainda que precário, da República Peruana.:31;33

#### Imprensa, honra e o uso da linguagem
O acordo atingido em Madri o 24 de setembro de 1853 não foi ratificado porque em Peru se considerou ofensivo que no texto a rainha de Espanha renunciasse "a seus direitos" em Peru (e também porque não garantia, segundo i Peru, um arranjo justo da dívida). Posteriormente, a denominação dum "comissário regio" impediu as negociações sobre o assunto da fazenda do Talambo e uma boa parte das propostas de solução giravam em torno de quem devia cumprimentar primeiro a quem com quantos tiros. Grande celebridade atingiu a frase melhor honra sem barcos que barcos sem honra, pronunciada ao começo do bombardeio do indefeso porto de Valparaíso.
Uma boa parte da aguçadura do conflito deveu-se às desvirtuadas informações publicadas na imprensa local. O historiador espanhol Pedro de Novo e Colson escreveu que na oficialidade da escuadra e em toda a marinería acordava uma indignação tão grande a publicação do jornal chileno "O San Martín", que a autoridade do almirante “não bastava a conter nos limites da disciplina”. E agregou este comentário reflexivo: “Cuan verdadeiro é que o homem mais insignificante e desprestigiado pode arrastar ao combate a duas nações valendo-se como poderosíssima alavanca do sagrado amor patrio”.
Juan Luis Orrego recorre ao historiador Jerónimo Bécker para sustentar que na opinião pública espanhola tinha um profundo desconhecimento da realidade das coisas e dos verdadeiros interesses espanhóis em América. A imprensa madrilena, não só a oficial sina a de oposição como "La Iberia", órgão dos progressistas, e "La Discusción", dos democratas, publicavam furiosos artigos contra as repúblicas do Pacífico Sul. Assim mesmo, os acontecimentos vinculados ao conflito distraíam aos espanhóis do que ocorria na mesma Península.:15

#### Dívida peruana
Na Capitulação de Ayacucho, o Peru tinha-se comprometido ao pagamento das dívidas contraídas pelo vice-reino, mas quando o governo de José Rufino Echenique solicitou os recursos, o Congresso do Peru o recusou. Em Espanha manteve-se a exigência e adicionou-lhe a devolução dos bens sequestrados ou embargados a seus súditos durante a guerra da independência.:113
Estas reclamações vinham de influentes personagens de Espanha e Peru, quem apostavam que a só menção do pagamento da dívida num tratado multiplicaria seus ganhos.:12:Capítulo I

#### Outras disputas
Têm outros temas inconclusos que não foram considerados durante as negociações da guerra
O problema do asilo para os marinhos desertores e o pagamento dos danos causados durante as guerras adicionavam mais discórdia às relações entre América e a ex metrópole.:115
A nacionalidade dos filhos de espanhóis nascidos em América era outra fonte de discórdia, pois enquanto Espanha considerava-os igualmente espanhóis (seguindo a norma do ius sanguinis), as repúblicas americanas entendiam que estes adquiriam a nacionalidade daquele país no que nasciam (atendendo à norma do ius soli).

#### Percepção de Espanha em América
As subsequentes acções espanholas teriam sido menos suspeitas para os americanos se não tivesse existido este padrão de conduta das potências, mais ainda se considera-se os graves conflitos limítrofes e de interesses que dividiam às jovens repúblicas.:90 Em todo caso, a começos da década de 1860, Espanha foi vista como a principal ameaça para as nações de América do Sul.:112
Em frente às contínuas intervenções que eram percebidas como uma ameaça a sua soberania:68 pelas repúblicas emergentes, estas, como reacção, procuravam unidade interna e apoio externo.
A unidade interna era difícil se não impossível. Segundo R. Burr, Chile, por exemplo, tinha-se negado a maiores compromissos em 1831 porque considerava que a anarquia impediria a acção de muitas nações e aquelas que actuassem seriam inefectivas e que ademais não poderiam contribuir à defesa em forma igualitária, muitas eram militarmente débeis, outras estavam separadas por vastas distâncias.:61
Com respeito ao apoio externo, as potências estendiam suas zonas de interesse antecipadamente e sem consultas aos países dependentes, como no Tratado Clayton-Bulwer ou a Convenção de Londres. Por essa razão, quando os sul-americanos procuraram apoio nos Estados Unidos contra a incursão espanhola de 1864,:112 não o encontraram apesar da Doutrina Monroe. Em frente à hegemonía dos Estados Unidos surgiu a França como aliado, mas só para ocupar México militarmente.

#### Hispanos em America
Alguns espanhóis residentes nas repúblicas hispanoamericanas desejavam maior visibilidade e presença de naves de guerra espanholas em América,:115 alguns para reforçar sua segurança e outros porque desejavam um futuro monárquico para o continente.
Ante tais factos, nenhum dos governos visitados creu no fim científico da expedição anunciada pelo governo de Madri.:37:90
Graças às arrecadações da era do guano, Peru encontrava-se num auge económico que posteriormente seria chamado como a prosperidade falaz porque não conduziu a uma estabilização política nem económica.

### A expedição científica e diplomática
Em 1862 decidiu-se em Madri enviar uma expedição à costa oeste de América, que devia cimentar a presença naval, política e comercial da antiga metrópole colonial na região. Para maior brilho de Espanha agregou-se-lhe uma comissão científica e esse foi o motivo (aparente) da empresa.
As instruções dadas a Luis Hernández-Pinzón Álvarez, chefe da expedição, pelo ministro de Relações exteriores Saturnino Calderón Collantes foram secretas. Doze anos mais tarde de Novo e Colson publicou-as em seu livro História da guerra de Espanha no Pacífico.:16-
- Respaldar os reclamos por danos a bens espanhóis em vários países da região[11]:90.
- Reconhecimento explícito da independência do Peru[5]:36.
- Não tolerar acções de violência contra suas connacionales especialmente em Peru:[5]:35-36
- Em caso necessário de uma acção imediata, a frota devia apoiar energicamente aos representantes da coroa

Esta última exigência envolvia uma potencial contradição pois, conquanto as instruções explicitamente pediam paz e sensatez, entregavam as decisões aos representantes diplomáticos, o que teria funestas consequências.

#### Passo da expedição por Valparaíso, El Callao e Califórnia
O 10 de agosto de 1862 zarparam de Cádiz baixo o comando do almirante Pinzón as fragatas Triunfo e Resolução, esta última levava a insígnia de Pinzón e a bordo à Comissão Científica do Pacífico. No Rio da Prata uniram-se-lhes a Vencedora e a Covadonga. A princípios de maio encontravam-se as quatro naves em Valparaíso, onde foram recebidas com cordialidade pelas autoridades e o povo. Entre junho e julho os navios partiram para o Peru. Também em El Callao, a tripulação foi recebida com afecto, enquanto os oficiais visitavam ao presidente interino do Peru, Pedro Dez Canseco, aos diplomáticos espanhóis e aos chefes das frotas francesa e britânica que ali se encontravam.
Depois de deixar a costa peruana, a esquadra dirigiu-se a Guayaquil e à cidade de Panamá. Ao dar-se conta de que a pequena Virgen de Covadonga atrasava a viagem, Pinzón decidiu que esta percorresse em solitário a costa centroamericana e regressasse a El Callao. Enquanto, o resto de navios dirigiu-se a Acapulco e a São Francisco (Califórnia).
Em Panamá, o almirante Pinzón recebeu as primeiras notícias sobre um incidente na fazenda peruana de Talambo, ainda que os detalhes não os conheceu até que se reuniu com os oficiais da Virgen de Covadonga em El Callao.

## Crise
Pode-se dividir a sequência dos acontecimentos em três grupos>
1. Desde o incidente da fazenda do Talambo que desencadeou as tensões acumuladas atá a assinatura do Tratado Vivanco-Pareja que deu-lhes uma solução aparente.
2. A guerra civil peruana de 1865 que derrocou ao governo peruano signatário de dito tratado.
3. As acções navais que seguiram às declarações de guerra de Chile e Peru a Espanha.

Cronografía dos principais eventos da guerra. (ECP: Expedição Científica do Pacífico)

### O incidente da fazenda do Talambo
O 4 de agosto de 1863 o colono espanhol Marcial Miner e o fazendeiro Manuel Salcedo viram-se envolvidos num pleito. O fazendeiro, considerando-se ofendido, ordenou depois ao mayordomo da fazenda apresar a Miner, quem depois do incidente encontrava-se com outros colonos deliberando sobre sua situação. O mayordomo, acompanhado dum grupo de peões armados, solicitou que Miner se entregasse. Os colonos impediram-no, se desembainharam as armas e no tiroteio que se cruzou resultaram morridos um espanhol e um peruano ademais de vários feridos de ambos grupos. Os juízes peruanos absolveram a Salcedo.
A isso, agrega Novak, se soma um agravio peruano ao não contestar um cumprimento espanhol de 21 tiros à fragata Amazonas e à rejeição peruana à designação de José Merino Ballesteros como novo cónsul espanhol em Peru por causa de suas declarações contra o governo.:38
Depois de seu regresso de Califórnia, a esquadra espanhola permanece brevemente em El Callao onde Pinzón se inteirou do ocorrido em Talambo; os comandos da frota protestaram pela morte de seu compatriota ante o governo peruano e zarparam a Valparaíso.
A informação chegada a Madri entre setembro e outubro era confusa, falando ao princípio de «assassinatos». Inclusive chegou-se a publicar um folheto titulado "Horrorosos detalhes dos assassinatos de espanhóis no Peru, recebidos pelo último correio". No final de outubro de 1863 as notícias já eram corretas e, inclusive, o próprio vicecónsul espanhol em Lima enviou uma carta à imprensa na que explicava o sucedido.[carece de fontes?]
Com o fim de resolver as disputas, foi enviado Eusebio Salazar e Mazarredo a Lima com o cargo de "Comissário especial e extraordinário da rainha" e este solicitou, o 30 de março de 1864, uma reunião com a autoridade competente do governo. O chanceler Juan Antonio Ribeyro indicou-lhe que seria recebido como agente confidencial, pois considerava que o cargo de «comissário» não era «conforme com as regras e usos diplomáticos». O título era o que tinham tido os inspectores enviados pela Coroa na época virreinal, "motivo mais que suficiente para que o governo peruano não aceitasse nem sequer o receber".
Salazar respondeu o 12 de abril com um memorándum que é comentado por St John nos seguintes termos (citado por F. Novak)::41
Salazar e Mazarredo respondeu a Ribeyro com uma nota em tom arrogante... que distorceu o espírito e o conteúdo da nota anterior. A resposta continha também uma extensiva e arbitrária revisão das relações hispano-peruanas que expressava pontos de vista parcializados e prejuiciosos sobre a rejeição de Merino e o incidente de Talambo.
Depois destes factos o comissário partiu ao encontro do almirante Pinzón.

### Tomada das Ilhas Chincha

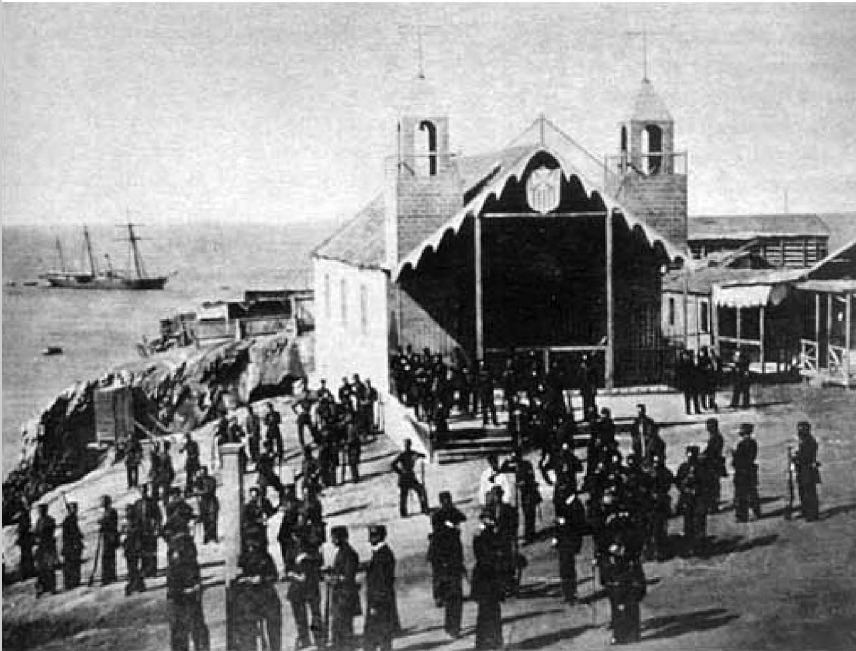
Tripulação espanhola nas ilhas Chincha, no 1864.

Quando Salazar reuniu-se com Pinzón lhe expressou que Peru não resolveria justamente o caso dos assassinatos de Talambo e que ademais, o país se estava a armar. Ainda que as ordens principais dadas em Madri indicavam: «fixe V.S. [Salazar] altamente sua intenção em que a missão que o Governo de S.M. confia-lhe é de paz: que o Governo quer paz e boa inteligência», Salazar entregou a Pinzón as instruções secundárias nas que o desejo de paz estava condicionado pela resolução justa do caso de Talambo e nas que se afirmava que ficava justificado o uso da força no caso extremo de atentado contra a segurança dos barcos, seu pessoal ou a honra nacional. Ainda que Pinzón solicitou o resto das ordens, Salazar indicou-lhe que não eram importantes. Assim, o 14 de abril de 1864 a esquadra ocupou as ilhas Chincha. Os espanhóis colocaram ao governador peruano das ilhas baixo detenção a bordo da Resolução, capturaram a barca Iquique, ocuparam as ilhas com 400 infantes de marinha e izaron a bandeira espanhola. Segundo M. Barros, Salazar lisa e claramente falsificou supostas ordens da rainha.:237
Num escrito entregado através do representante francês, Pinzón deu como «considerandos» que Espanha não tinha reconhecido a independência de Peru, que a trégua tinha sido só de facto, que o bombardeio de portos peruanos poderia causar danos a seus aliados e que a ilhas Chincha podiam ser reivindicadas por Espanha por um direito que, por exemplo, Grã-Bretanha já tinha aceitado em outros casos.:120 Estas ilhas entregavam parte importante nos rendimentos do guano, que somavam o 80% das arrecadações fiscais entre 1860 e 1875.:120

### Agravamento do conflito

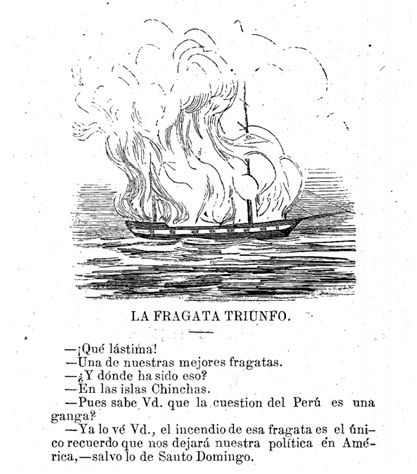
Comentário da revista Gil Blas do 21 de fevereiro de 1865 sobre a perda da fragata Triunfo: «[...] o incêndio dessa fragata é a única lembrança que nos deixará nossa política em América».

Quando a notícia chegou a Espanha, o Governo desautorizou a Salazar, mas ante o facto consumado da tomada das ilhas, e ante uma eventual ruptura das hostilidades, decidiu-se reforçar a escuadra com o envio das fragatas de hélice Blanca, Berenguela e Villa de Madrid.
O 6 de setembro de 1864 zarpou a Villa de Madrid de Cádiz rumo a Montevidéu, onde se uniu à Blanca e a Berenguela, com as que atravessou o Estreito de Magalhães e se uniram em dezembro do mesmo ano à escuadra que estava fondeada nas ilhas Chincha.
O 25 de novembro de 1864, um soldado que se achava na fragata Triunfo derramou uma bata de aguarrás. Ao tentar evitar o líquido, derrubou por acidente com a cabeça a candileja de um farol. Isto provocou um incêndio que se propagou rapidamente. Apesar dos esforços de seus tripulantes, foi preciso abandonar o barco, perdendo dessa maneira uma unidade naval de consideração:59
O governo peruano pediu ao legislativo a autorização para levantar em Londres um empréstito por 12 milhões de pesos, aumentar o contingente do exército a 20,000 homens, activou os reparos da fragata Apurímac, comprou-se o Chalaco e emviaram-se oficiais a Estados Unidos e Europa para comprar naves de guerra.:228-229

### Reacção internacional
Os delegados do Congresso americano reunido em Lima exigiram em novembro a desocupação das ilhas, mas não tiveram sucesso e, inclusive, o almirante Pinzón advertiu que a disputa era entre Espanha e o Peru. Depois o Congresso pediu que a Marinha de Guerra do Peru desalojasse aos ocupantes, no entanto, Pezet, o presidente peruano, reconheceu que suas forças navais não poderiam fazer frente à escuadra espanhola. Posteriormente, o Congresso deixou de postular soluções ao conflito em curso e dedicou-se a elaborar tratados interamericanos.
O governo equatoriano de Gabriel García Moreno inicialmente apoiou aos peninsulares pelo apoio que o governo peruano de José Rufino Echenique tinha brindado ao insurgente equatoriano Juan José Flores em 1852. A diplomacia chilena conseguiu reverter a situação, ainda que em janeiro de 1865, García Moreno levantou a proibição de fornecimento de carvão à escuadra da rainha Isabel II.:123
Bolívia, apesar das tensões anteriores com Peru e Chile, manifestou-se contra a ocupação e teve a disposição de apoiar militarmente ao Peru.:123
O governo de Colômbia, cujo representante no Congresso americano Justo Arosemena apoiava ao Peru, manteve uma atitude cautelosa.[carece de fontes?]
Argentina e Uruguai declararam-se neutras no conflito, ainda que nos factos favoreceram a Espanha. Ambos países, mais Brasil, entraram na Guerra da Tripla Aliança contra Paraguai o 12 de novembro de 1864.
Em dezembro de 1865, França e Grã-Bretanha ofereceram seus bons ofícios, mas seus esforços não prosperaram.:76  Segundo St John, a razão da falta de interesse por parte de Peru era sua crença de que os EE.UU. interviriam a favor dos aliados, inclusive convidou ao governo estadunidense a unir contra a potência europeia. William H. Seward, secretário de estado, declarou a neutralidade de seu país em fevereiro de 1866 e reconheceu ao governo de Mariano Ignacio Prado só em maio de 1866.:77
A posição de Chile no conflito, como veremos mais adiante, era de aberto apoio à causa peruana.

### Tratado Vivanco-Pareja
Nos princípios de 1865, o governo espanhol decidiu reforçar novamente a esquadra do Pacífico com o envio da fragata blindada Numancia que zarpou do porto de Cádiz no 4 de fevereiro de 1865, sob o comando do capitão de navio Casto Méndez Núñez.:20 A Numancia viajou acompanhada do vapor de rodas Marqués de la Victoria para prover-a de carvão.:38-39 Ambos barcos chegaram a El Callao no 5 de maio de 1865.:72
Intimidado pelo reforço da esquadra de Pareja, o presidente Juan Antonio Pezet iniciou negociações com os espanhóis. Apesar que Junta de Guerra peruana ja tinha determinado a impossibilidade de vencer à esquadra espanhola com as forças de que dispunham (a fragata de hélice Amazonas, o monitor Victoria, as pequenas goletas de hélice Tumbes e Loa, reconvertida em blindado, e dois vapores auxiliares), a opinião pública peruana mostrou-se crítica com o governo. Os jornais da época escreviam que o presidente Pezet parecia «um moderno Atahualpa», criticando sua suposta debilidade.
No 6 de dezembro o vicealmirante José Manuel Pareja chegou desde Espanha para substituir ao almirante Pinzón e, no 30 desse mesmo mês, realizou-se a primeira conferência entre Pareja e o general peruano Manuel Ignacio de Vivanco. Estas conferências culminaram com a redacção do Tratado Vivanco-Pareja. Este foi assinado no 27 de janeiro de 1865 a bordo da fragata Villa de Madrid e continha quase todas as exigências espanholas ao Peru. O Congresso peruano negou-se a ratificar o tratado que o foi por decreto do presidente do Peru.
Enquanto, os agentes do governo peruano que no ano anterior foram enviados a Europa tinham adquirido navios e outros enseres de guerra. Para reforçar a esquadra peruana em caso de guerra compraram-se as corbetas de hélice Unión e América, o monitor Huáscar e a fragata blindada Independencia.:235-236

## Guerra civil peruana
O tratado de Vivanco - Pareja , assinado a espalhas do Congresso do Peru, causou comoção no país. O marechal Ramón Castilla, presidente do Senado peruano, protestou de maneira irada e direta numa áspera discussão com Pezet, que se tinha apresentado na câmara de senadores para explicar a situação.
No 5 de fevereiro desse ano, um marinheiro espanhol morreu em El Callao como consequência dos ataques sofridos em mãos dos habitantes do porto que protestavam contra o tratado.
O 28 de fevereiro de 1865, em Arequipa, insurgiu-se o coronel Mariano Ignacio Prado, quem inicou uma marcha até Lima. No 5 de novembro de 1865 as forças leais ao governo de Pezet foram derrotadas perto da capital peruana. Pezet e sua família procuraram refúgio no navio britânico Shear Water e embarcaram-se pouco depois para o Reino Unido. As portas do Palácio de Governo abriram-se e uma multidão enfervorizada entrou, principalmente para saqueá-lo.
O coronel Mariano Ignacio Prado entrou triunfante em Lima e, ainda que o vice-presidente Diez Canseco tinha assumido o governo, por pressão das assembleias populares e do Exército, Prado passou a ocupar de facto a presidência do Peru no 28 de novembro de 1865.

### Agravamento do conflito com Chile
Pese às boas relações que Chile tinha com Espanha desde que foi reconhecido por este em 1844, o governo chileno considerou que suas exigências económicas e a invasão das ilhas Chincha eram uma ofensa e uma agressão à soberania das repúblicas sul-americanas. Por isso solidarizou-se moralmente com o Peru.
No Chile, cuja opinião pública estava contra Espanha, formou-se um corpo de 152 voluntários uniformizados ao comando de Patricio Lynch. Esse corpo ademais de duas companhias militares, uma de artilharia de mar e outra de marinheiros, chegaram a El Callao no 23 de julho de 1864 no yate Dart, propriedade do político chileno José Tomás de Urmeneta.:122 No 27 de setembro de 1864  o governo chileno decretou a proibição de venda de carvão de pedra a naves dos países beligerantes. Esta medida afectava principalmente às naves de Pinzón já que as naves peruanas de guerra não precisavam de carvão chileno.:219 Dantes dessa proibição já se lhe negou a venda de carvão em Lota à Vencedora.:219
Andrés Bello, conhecido por sua ponderação, aderiu-se às manifestações de solidariedade com o Peru. Mario Barros cita de José Victorino Lastarria, embaixador de Chile em Lima a começos da crise, as seguintes palavras: "O povo, e eu com ele, teria querido marchar imediatamente em nossos maus navios às ilhas Chinchas, para se fazer matar em defesa do território peruano":229. Tocornal, ministro do interior e de relações exteriores de Chile deu a conhecer a circular de 4 de maio de 1864 em que chama a uma solução de sensatez para o conflito. Foi duramente criticado no congresso por macio e pouco depois renunciou a seu cargo. A voz alta levava-a Manuel Antonio Matta quem disse:A bandeira e a causa do Peru são nossa bandeira e nossa causa.:229
Lastarria foi enviado pelo governo chileno a Buenos Aires, Montevidéu e Rio de Janerio com a missão de assegurar a solidariedade desses países. Sua meta máxima era a assinatura de um tratado de defesa mútua. Mas nem sequer conseguiu obter a autorização para operações dos corsários chilenos contra os barcos mercantes espanhóis nas aguas dessas repúblicas. Também não conseguiu o apoio argentino para retirar os navios de guerra comprados pelo governo chileno de portos europeus e norte-americanos. Em Uruguai inclusive retiraram-lhe as credenciais diplomáticas.:576
Benjamín Vicuña Mackenna foi enviado pelo governo chileno aos Estados Unidos para conseguir seu apoio à causa. Se bem obteve o apoio de alguns importantes jornais americanos, não o conseguiu do governo. Inclusive foi encarcerado por violação das leis de neutralidade. Em Nova York, Vicuña desenvolveu grandes esforços para promover e fortalecer um levantamento contra Espanha nas repúblicas de Cuba e Porto Rico,:430 mas os navios da Armada dos EE.UU.  retiraram-se de Valparaíso dantes do bombardeio espanhol.:69-70
O representante espanhol no Chile, Salvador de Tavira, apresentou uma nota de queixa ante o governo chileno com onze pontos :308-310 entre os quais estavam os artigos aparecidos na imprensa desse pais e que os considerava ofensivos. Também queixava-se pela permissão para recrutar voluntários contra Espanha e por não se haver reprimido as manifestações que proferiram ofensas desonrosas em frente à legação espanhola, etc.:308-310 Depois de um ano de negociações, o governo chileno e Tavira chegaram a um acordo o 20 de maio de 1865.:104 No entanto, as explicações chilenas não foram suficientes para o comandante da esquadra espanhola e também não para os espanhóis residentes em Valparaíso, quem elevaram uma queixa à rainha Isabel no 31 de maio sobre o agir do ministro representante. Os residentes em Santiago solicitaram a vicealmirante Pareja que protestasse em seu nome ante seu governo. Uma vez que chegaram todos os documentos a Madri, o governo espanhol desautorizou a Tavira e lhe destituiu no 24 de julho de esse ano. Pouco tempo depois foram-lhe concedidas ao vicealmirante Pareja as procurações plenipotenciárias para levar a cabo as negociações com Chile.
O governo chileno dirigia uma política de duas vias. Por um lado hostilizava a Espanha ou permitia seu denostação, e por outro tentava resolver o assunto por meios diplomáticos. Manuel Montt foi eleito presidente do Segundo Congresso Americano. O encarregado de negócios de Chile em Lima, José Nicolás Hurtado de Mendoza e Jaraquemada, propôs uma solução que foi apoiada pelos diplomáticos residentes em Lima, mas recusada pelo governo peruano.:241 Essa frustrada tentativa de mediação chilena é mencionada no Tratado Vivanco-Pareja
Mario Barros van Buren, em sua obra História diplomática de Chile, explica como seu país desceu à guerra.:223-224 Todos os autores concordam que em Chile e toda América Latina existia um forte sentimento americanista que Barros nomeia como um "tumulto infantil" representado por, entre outros, José Victorino Lastarria e Manuel Antonio Matta e que, nos tempos da república autoritaria nunca tinha conseguido se fazer ouvir na condução do estado chileno. Embora, sustenta Barros, José Joaquín Pérez Mascayano, presidente de Chile desde 1861 até 1871, quem, segundo Barros, tinha "abulia celebral", delegou as decisões de governo a seus ministros, três dos quais tinham pretensões presidenciais, Santa María, Errázuriz e Tocornal. Para tirar ao terceiro, os dois primeiros, conservadores de velho cunho, inescrupulosamente começaram a alentar os discursos americanistas no congresso chileno até sua queda. Então, diz Barros, "falhou o que Portales chamava 'o resorte principal da máquina', o elemento humano. ... Ao produzir-se a terrível prova da guerra de 1864 o cadeirão de O'Higgins encontrava-se praticamente acéfalo. E por sobre seu símbolo vazio, onde um idoso olhava passar o tempo, os bandos arrogantes se injuriavam sem misericórdia."

## Guerra
¡Que têm, ué, guerra, compatriotas!¡Que ressuscitem os días imortais de Maipo e Junín!

Benjamín Vicuña Mackenna, 1864:221

Baste lembrar esa parôdia que se denominou a guerra con Espaha

Benjamín Vicuña Mackenna, 1879:221

A extensão das costas chilenas impedia concentrar a frota espanhola. A distância entre cada paralelo é de 111 km ou 60 milhas náuticas.

Pareja ancorou em frente a Valparaíso no 17 de setembro de 1865 na Villa de Madrid e junto à Resolución, a Berenguela, a Blanca e a Vencedora. Seguindo suas instruções, reiterou as acusações de Tavira e quis pressionar ao governo chileno para que levantasse as restrições impostas a sua esquadra. Os protestos de Pareja baseavam-se em que se negava o abastecimento de carvão aos navios espanhóis e se permitia aos peruanos adquirir pólvora e víveres e recrutar marinheiros chilenos, se enviavam armas, provisões e munições para o Peru e, por último, se fornecia a barcos de guerra da França, estando esse país em guerra com México, enquanto a Espanha se lhe negava sem estar em guerra com nação alguma.
As instruções de Pareja eram exigir reparos, cumprimento à bandeira espanhola e escalar o conflito em caso de desacato: romper as relações, ultimato, bloqueio de portos e, finalmente, hostilização em Valparaíso ou Lota. Pareja deu quatro dias de prazo ao governo chileno para cumprir com suas exigências.
Ante a negativa do governo chilena, declarou toda a costa chilena em estado de bloqueio no 24 de setembro de 1865. Ainda que, devido aos poucos navios espanhóis, o bloqueio reduziu-se aos portos de Coquimbo e Caldera. Em resposta à esta decisão, Chile declarou a guerra a Espanha no dia seguinte.

### Poder naval
Luis Escobar Doxrud apresenta a capacidade naval dos países beligerantes
| Chile                                                                           | Peru                                                                                   | Espanha |
| ------------------------------------------------------------------------------- | -------------------------------------------------------------------------------------- | --- |
| - Corbeta Esmeralda - Transporte Maipú - Transporte Independencia - Vapor Maule | - Fragata Amazonas - Fragata Apurimac - Corbeta América - Corbeta Unión - Vapor Tumbes | - Fragata blindada Numancia - Fragata Villa de Madrid - Fragata Resolución - Fragata Blanca - Fragata Berenguela - Goleta Covadonga - Cañonera Vencedora - Transporte Marqués de la Victoria - 6 Buques auxiliares |
| Total:24 canhôes                                                                | Total:84 canhôes                                                                       | Total:208 canhôes |

Os barcos América e Numancia chegaram a El Callao no 4 de abril de 1865, a Unión, um mês mais tarde. Peru vendeu a Chile o Lerzundi como capacete inútil, que foi remolcado até Abtao onde seu caldera reventou. O Huáscar e a Independencia saíram de Brest, França, no 17 de janeiro de 1866 e arribaron à costa de Chile quando a frota espanhola já tinha-se dispersado.:236-238

### Bloqueio de Coquimbo, Caldera, Valparaíso e Concepción
O comandante geral da esquadra do Pacífico, José Manuel Pareja, declarou toda a costa chilena em estado de bloqueio o 24 de setembro de 1865. O bloqueio fez-se em condições muito difíceis. A esquadra somava quatro fragatas e duas goletas, e só punha se fornecer em portos bolivianos com poucos recursos. Ademais deviam cobrir mais de 1.600 milhas de costa. O bloqueio foi feito da seguinte maneira: a fragata Villa de Madrid, com a insígnia do almirante Pareja, as corbetas Vencedora e Covadonga, ficaram frente a Valparaíso; a fragata Berenguela, mais um vapor chileno apresado, o Matías Cousiño, ficaram frente a Coquimbo; a fragata Blanca ficou em Caldera e a fragata Resolución ficou na baía de Concepción. O bloqueio tinha, de extremo a extermo, uma distância de duzentas léguas sem nenhum tipo de comunicação. Os navios espanhóis foram-se rotacionando no bloqueio.
Simultaneamente, os espanhóis apoderaram-se de todas as naves mercantes chilenas que puderam, entre elas, precisamente, o Matías Cousiño.
Ante esta acção, o governo chileno tinha disposto a preparação dos únicos navios de guerra que possuía para realizar acções ofensivas contra os barcos espanhóis: a corbeta Esmeralda e o vapor armado Maipú, baixo a direcção do capitão de fragata Juan Williams Rebolledo. Estas unidades tinham saído de Valparaíso dantes do bloqueio e sem oposição de Pareja, que bem pôde-os ter detido.
Para poder intensificar a guerra no mar, o governo chileno recorreu ao mesmo plano que tão bons resultados lhe tinha dado durante a guerra de independência. O 26 de setembro ditou um novo regulamento destinado a fomentar a guerra de corso. Não se tinha verificado se algum corsario armou-se com carta de corso chilena durante o conflito, mas a medida gerou um forte alarme nos espanhóis.
No 24 de outubro de 1865, levou-se a cabo um dos primeiros confrontos. Dois botes espanhóis da corbeta Vencedora com 25 marinhos cada um se dirigiram ao interior do porto de Valparaíso para capturar botes dos barcos fleteros ancorados na zona. Imediatamente um destacamento de 10 piquetes chilenos do batalhão de marinha, depois de advertir aos marinhos espanhóis que não desembarcassem abriram fogo quando estes não acataram o ordem. Os chilenos conseguiram os recusar e causaram 2 feridos. No 6 de novembro em Dichato uma cañonera e dois botes com 25 a 30 marinhos provenientes da fragata Resolución desembarcaram com o objeto de se procurar provisões. O tenente chileno da brigada cívica Juan de Dios Varas com 25 homens atacou aos marinhos espanhóis quando se reembarcavam, evitando que levassem cabeças de gado, causando-lhes algumas baixas e capturando a um marinheiro espanhol.:35-36
Seguindo com os confrontos. No sul do pais, à fragata Resolución devía manter o bloqueio nos portos da baía de Concepción.:298 Para optimizar a efectividade do bloqueio, os espanhois armaram uma das lanchas do navio com uma peça de artilharia para impedir o tráfico de barcos chilenos entre os portos de Talcahuano, Penco e Tomei.
No 17 de novembro em frente a Tomei, o pequeno remolcador chileno Independencia cometeu a imprudência de se acercar demasiado ao barco espanhol e, ante os disparos realizados por este, simulou se render.:299  O remolcador apagou suas luzes e deteve suas máquinas deixando que o barco espanhol se aproximasse.:300 Quando os marinhos espanhóis se dispunham a tomar posse da sua presa, foram surpreendidos por uma centena de marinhos chilenos armados que iam a bordo do Independencia.:300 O barco e seus tripulantes foram levados a Constitución.:300
Aparte destas acções, o bloqueio de Pareja afectou num principio o comércio naval chileno além de provocar a perda de vários navios mercantes capturados pelos barcos de guerra espanhóis. Muitos mercantes viram-se obrigados a abandonar o porto ou a mudar bandeira. Pese a isto, o governo chileno reagiu declarando como "porto livre" a 38 portos menores e melhorando as vias de comunicação terrestre entre eles e as principais cidades do pais. Com estas medidas o tráfico marítimo voltava a funcionar sem problemas ao cabo de umas semanas, fazendo quase impossível a efetividade do bloqueio.:208

### Captura daVirgen de la Covadonga
No 26 de novembro de 1865, um facto imprevisto pelo vicealmirante Pareja provocou a ruptura do bloqueio na costa chilena. A corbeta chilena Esmeralda foi deixada sair de Valparaíso por erro de Pareja. Depois viajou junto ao vapor Maipú com direcção a Peru para tentar se unir à esquadra peruana. Sem sucesso nessa ideia, voltou a costa chilena com o objetivo de hostilizar e atacar a algum navio de guerra espanhol. Em Papudo a Esmeraldo capturou à goleta espanhola Covadonga sob o comando do capitão Luis Fery. Pese à debilidade chilena no mar com respeito aos espanhóis, se conseguiu uma exitosa acção ofensiva contra uma unidade de guerra espanhola que passou então a engrossar a pequena esquadra chilena, como seu terceiro navio. Este facto foi um grande revés para a esquadra espanhola. Pareja tinha permitido a saída da Esmeralda e tinha ordenado a partida da pequena Covadonga, de tão só três canhões, em solitário, apesar das queixas de parte da junta de oficiais. O sentimento de culpa o levaria prontamente a se suicidar.
Capturada a goleta e depois de notar que não tinha graves danos, Williams Rebolledo decidiu dar-lhe o comando dela a Manuel Thomson. Depois se retirou de Papudo já que a Villa de Madrid estava perto da zona. Williams estimou que o vice-almirante Pareja apenas soubesse do acontecido, enviaria aviso à corbeta Vencedora ao norte e a Resolución que bloqueava Talcahuano. Então planeou emboscar com os dois navios com que agora dispunha à Vencedora e ao transporte Marqués de la Victoria que seguramente partiriam ao sul desde a altura de San Antonio. Ao não conseguir seu objetivo se dirigiu à boca do Maule onde recebeu instruções de se dirigir a Chiloé onde se estava organizando um fondeadero naval para proteger seus navios.

### Frota peruana ao sul
Enquanto no Peru, depois do final do governo de Pezet e ao tomar o comando Mariano Ignacio Prado, concordou-se o envio da esquadra peruana para se unir à chilena em Chiloé e esperar ali a chegada dos novos navios blindados que vinham de Europa; o Monitor blindado Huáscar e a fragata blindada Independencia.
No 3 de dezembro de 1865, com a preparação da esquadra peruana pelo enviado de Chile Domingo Santa María e o peruano José Gálvez Egúsquiza, os navios peruanos (fragatas Apurímac e Amazonas) zarparam desde El Callao sob o comando do capitão de navio Manuel Villar Olivera, nomeado chefe das forças navais peruanas. 44 dias depois zarparam as corbetas Unión e América tripulados por marinheros chilenos. Ao mesmo tempo, o recém ascendido capitão de navio Juan Williams Rebolledo, com a corbeta Esmeralda, a goleta Covadonga e os vapores Maipú e Lautaro (ex-Lerzundi), tinha organizado o apostadero naval de Abtao, no archipiélago de Calbuco, localizada na ribera norte do canal de Chacao. Peru, com sua frota navegando para Chiloé, declarou a guerra a Espanha no 13 de dezembro, deixando sem efeito o tratado dantes assinado. O governo peruano além de enviar suas forças navais a Chiloé para unir às chilenas, deu-se a tarefa de fortificar o porto de El Callao com canhões enviados desde Europa por Francisco Bolognesi.
O apostadero naval de Abtao era um lugar de difícil acesso e onde as esquadras aliadas de Chile e Peru ficariam para esperar a chegada dos blindados comprados no Europa. A força naval chilena esperava alí a chegada dos navios peruanos para se unir baixo o comando do capitão de navio e nomeado Chefe da esquadra aliada, Juan Williams Rebolledo.
Durante a espera, Williams comissionou ao Maipú para San Antonio em procura de artilharia e à Covadonga para o Estreito de Magalhães para interceptar ao vapor espanhol San Quintín que se achava que entraria à costa para apoiar à esquadra espanhola. A Covadonga , zarpou o 24 de dezembro regressaria o 3 de fevereiro do seguinte ano sem têr achado ao San Quintin depois de uma rígida viagem.

### Méndez Núñez chega desde Espanha com a Numancia
Pareja, que se tinha suicidado pela captura da Covadonga, foi substituído no comando pelo brigadier Casto Méndez Núñez, quem apareceu na costa chilena om a fragata blindada Numancia. Méndez Núñez ante a difícil situação da esquadra decidiu levantar o bloqueio da maioria dos portos, limitando-se a bloquear Valparaíso e Caldera onde se tinham concentrado as presas mercantes capturadas a Chile.
Neste último porto ocorreu no 27 de dezembro outra acção de combate entre os navios de guerra e barcos canhoneiros espanhois contra soldados de infantería chilena dos batalhões quarto de linha e segundo de linha ao comando do chefe da guarnición de Caldera, o coronel José Antonio Villagrán Correas. Os espanhóis lançaram três barcos canhoneiros provenientes da fragata blindada Numancia e a fragata Berenguela, dirigiram-se a Caldera com a finalidade de capturar um vapor ancorado na zona. Ao tomar-o, as tropas chilenas abriram fogo que foi contestado pelos canhões dos barcos. O fogo mútuo deixou a um dos barcos canhoneiros espanhois fora de combate. Isto provocou o abandono da presa e o afastamento dos outros barcos. O combate prolongou-se desde a manhã até as 6 da tarde, quando a mesma fragata Berenguela abriu fogo às posições chilenas sem provocar grandes danos. Depois afastaram-se do porto. Foram identificados três mortos do lado espanhol por fontes chilenas.:36-37
Com a declaração de guerra do Peru a Espanha, fecharam-se os portos de fornecimento deste país para os navios espanhóis. A Bolívia junto com o Equador iriam cedo pelo mesmo caminho. Ante isso, o comodoro Méndez Núñez decidiu levantar definitivamente o bloqueio do porto de Caldera.:307 No 13 de janeiro de 1866 incêndiaram os barcos mercantes chilenos que tinham reunidos alí. Depois retiraram-se a Valparaíso para concentrar alí o bloqueio e começar as operações para destruir a esquadra aliada.:307

### Aliança sudamericana

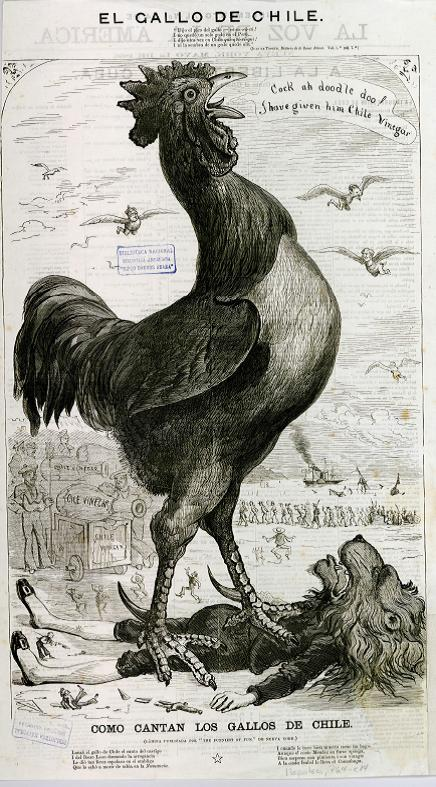
Imagem do Chile em La Voz de América, uma revista publicada por Benjamín Vicuña Mackenna em Nova York entre 1865 y 1867.

O 5 de dezembro de 1865 assinou-se o Tratado de aliança de 1865, entre  Peru e Chile. Pelo Peru assinou o tratado seu secretário de relações exteriores, Toribio Pacheco e, pelo Chile, o fiz seu ministro plenipotenciario, Domingo Santa María. O tratado convidava a outras repúblicas sul-americanas a se unir para enfrentar à esquadra espanhola. Pouco tempo depois a Bolívia e o Equador uniram-se à aliança. Embora, eles não chegaram a participar nas acções de guerra. Em previsão de um possível ataque, o Equador fortificou seu principal porto, Guayaquil.

### A esquadra aliada em Abtao
Naqueles momentos a esquadra aliada ainda não contava com barcos capazes de se confrontar directamente com a poderosa força naval espanhola. Por isso os navios chilenos se refugiaram no apostadero naval de Abtao (às vezes chamado Challahué) localizado nos canais de Chiloé de difícil acesso para os que não conheciam a zona. Existia o perigo de que algum dos navios encalharam facilmente se entravam alí sem conhecer bem a zona. Peru também enviaria seus navios àquele fondeadero.
No 10 de janeiro de 1865 as fragatas peruanas Apurímac e Amazonas chegaram a Chiloé. À frota aliada estacionada em Abtao somariam-se depois as corbetas Unión e América, ficando todas elas à espera do arribo dos novos blindados peruanos Huáscar e Independencia com os quais se planeava iniciar operações ofensivas.
Para má sorte dos aliados, o 15 de janeiro o Amazonas varó na parte sul da ilha Abtao sem que pudesse ser reflotada. Seus canhões foram utilizados no resto de navios e para artilhar as entradas ao canal de Chayahué.:378
No 18 de janeiro de 1865, seguindo as instruções do Ministério de Marinha, Williams Rebolledo ordenou ao vapor Maipú se dirigir ao sul com a finalidade de contactar com a Covadonga (que se encontrava de comissão) ou, em caso contrário, seguir até o cabo de Hornos para apresar dois vapores espanhóis, a Odessa e a Vascongada dos quais se tinham notícias que iam a passar por esse lugar.:88-89 Segundo o depoimento do tenente chileno Arturo Prat, membro da tripulação da Covadonga, este reintegrou-se a esquadra aliada em Abtao o 3 de fevereiro de 1866 sem ter notícias desses barcos.
O apostadero em Abtao não estava listo para fornecer à esquadra aliada. Tinham-se acumulado 500 toneladas de carvão mas faltavam embarcações carboneras com que fazer a lida nos navios. As provisões para a tripulação eram inexistentes e Williams decidiu transladar-se a Ancud com a Esmeralda para solucionar ali o problema de fornecimento, em especial para as recém chegadas corbetas peruanas. Planeava também trazer uma barca carregada com carvão e embarcar um batalhão de infantería de marinha para reforçar as defesas terrestres do apostadero. Sabendo que em qualquer momento poria ser atacado, deixou instruções e o comando ao chefe da divisão peruana, capitão de navio Manuel Villar Olivera.

### Primeira expedição espanhola a Chiloé
Por essas datas, Casto Méndez Núñez, comandante geral da esquadra espanhola do Pacífico, recebeu ordens desde Madri nas que se lhe indicava que devia conseguir a paz através de uma negociação ou por meio das armas.
No 20 de janeiro a Junta de Oficiais decidiu enviar às fragatas Villa de Madrid e Blanca para o sul com a finalidade de localizar à esquadra aliada, que os relatórios situavam oculta no archipiélago de Chiloé. Finalmente, Méndez Núñez decidiu que a Resolución permanecesse em Valparaíso, enquanto se desenvolviam as negociações com o governo de Chile, auspiciadas por França e o Reino Unido.
No 21 de janeiro saíram de Valparaíso a Blanca, sob o comando de Juan Bautista Topete e a Villa de Madrid, comandada por Claudio Alvargonzález, quem também comandava a expedição.
A primeira parada da expedição foi na ilha de Juan Fernández. Depois de comprovar que não tinha nenhum barco da frota aliada em suas águas, os espanhois continuaram viagem para a ilha grande de Chiloé, a que avistaram no 4 de fevereiro. No dia seguinte ancoraram em Porto Low, na ilha Grande Guaiteca e essa noite dirigiram-se novamente à ilha Grande de Chiloé para reconhecer sua costa oriental. Na tarde do dia 6 de fevereiro, ancoraram em Porto Obscuro. 
O plano inicial era reconhecer o seio de Reloncaví para passar, a continuação ao canal de Chacao e a Ancud (cidade que os espanhois continuavam chamando São Carlos de Chiloe), pero Alvargonzález decidiu enviar à Blanca a inspeccionar os canais e lagoas do arquipélago de Calbuco, porque sabía que a fragata peruana Amazonas tinha naufragado naquela aquela zona e suporia que o resto dos barcos deviam acharse perto dalí. Pouco depois de partir, no 7 de fevereiro, Topete descobriu o capete da Amazonas encalhada num banco de areia frente à ponta Quilpué, ao sul-leste da ilha Abtao. Também contactou com um bote de povoadores da zona, quem apontaram-lhe a ubicação da esquadra combinada.

### Combate de Abtao
[[Archivo:Chile-Peru-España-1865(2).jpg|thumb|300px|Caricatura aparecida em El Museo Universal no 2 de diciembre de 1866 que faz a brincadeira de chilenos e peruanos, a quem mostra assustados e descalços durante o combate de Abtao.]]

Rota das naves espanholas até Abtao. O mapa só mostra a costa de terra firme, sem os baixios, rochas escasamente submergidas, variações devido as marés nem as correntes producidas. As naves penínsulares eligieram o caminho do sul devido à falta de cartas de navegação para o canal de Chacao.

A frota aliada compunha-se de 4 naves de guerra e dois vapores, comandadas pelo capitão peruano Manuel Villar Olivera, já que o chileno Williams Rebolledo tinha partido dois dias dantes na Esmeralda para Ancud em procura de víveres e carvão. A frota dispunha também duma série de baterias em terra montadas com os canhões resgatados da Amazonas. Neste combate os vapores não teriam participação já que a Lautaro tinha sido varada e o Antonio Varas foi levado ao norte da linha de combate. As baterias de terra também não participariam devido à pouca distância que tinham con relação aos barcos inimigos.
As naves espanholas, advertidas dos perigos de navegação, manobravam com extremo cuidado sem cartas de navegação nem conhecimento da zona. Nas primeiras da manhã do 7 de fevereiro, os vigias aliados anunciaram a presença duma das fragatas espanholas, que precavidamente reconhecia a zona. As naves aliadas formaram uma linha em forma de ferradura cobrindo com seus canhões os dois acessos à enseada.
O combate começou às 15:30 horas e prolongou-se por duas horas. Se trocaram uns 2000 disparos a aproximadamente 1,500 metros de distância, com a excepção de um curto combate entre a Covadonga e a Blanca que combateram separadas pelo istmo da ilha. Nenhuma das naves recebeu danos consideráveis. As fragatas espanholas não se animaram a se acercar por temor a resultar varadas, enquanto as naves aliadas - dada sua inferioridade material - se mantiveram ao amparo do canal.
As baixas espanholas só foram de seis feridos e três contusos. Os historiadores discrepam sobre o número de baixas dos aliados. As cifras de mortos oscilam entre dois e doze e os feridos entre um e vinte.
Os navios europeus esperaram toda a noite algum movimento da esquadra aliada, realizando algum disparo sem obter resposta. Ao amanhecer, as fragatas voltaram à entrada da rada, permanecendo ali até as 9:00 horas. Ao ver que os barcos aliados não se moviam, se decidiu regressar a Valparaíso para se reunir com o resto da esquadra espanhola.
A historiografia aliada considera este combate como uma vitória estratégica ja que os espanhóis se retiraram sem cumprir sua missão.:51 Ainda assim, os historiadores peruanos concedem maior importância ao combate que seus colegas chilenos e se mostram mais críticos com a ausência de Williams Rebolledo que estes últimos.:51 Por sua vez, para a imprensa europeia tratou-se de uma vitória espanhola. A imprensa espanhola em particular ridiculizou à frota aliada por não se ter apresentado ao combate.[carece de fontes?]

### Segunda expedição espanhola a Chiloé
A Junta de Oficiais da esquadra espanhola voltou a se reunir. Méndez Núñez tinha decidido organizar uma nova expedição para enfrentar à frota aliada.
Chile tinha recusado as propostas britânicas e francesas para pôr fim ao conflito, então o comandante geral decidiu partir ele mesmo no 17 de fevereiro, a bordo do navio insígnia da esquadra do Pacífico, a Numancia. A Blanca faria de guia e exploradora pelos canais chilotes, de difícil navegação.
Por sua vez, a frota aliada levó âncoras e marchou para um apostadero mais seguro. Estabeleceram-se, finalmente, no interior do estero de Huito, de difícil acesso por sua estreita entrada. O chefe da esquadra aliada ordenou, assim mesmo, estreitar mais a boca, artilhando-a com os canhões recuperados da Amazonas e fechar a boca com a corrente do mesmo navio. Para dificultar mais o acesso, Williams Rebolledo ordenou afundar na entrada o vapor Lautaro e uma lancha.
O 28 de fevereiro as fragatas espanholas fondearon em Porto Low, no Chiloé. Aquela noite, enquanto navegavam pelo golfo de Corcovado, levantou-se um denso nevoeiro. As naves deixaram de ver-se uma à outra e foi necessário disparar os canhões, acender bengalas ou tocar as cornetas para manter comunicação. Sobre as 5:00 horas do 29 de fevereiro, Méndez Núñez calculou que deviam estar perto de os baixios das ilhas Desertores. Ordenou parar as máquinas e esperar a que se despejasse para continuar. Às 14:30, quando aclarou, descobriram que as correntes lhes tinham arrastado para o sul. A meia tarde, voltou a se formar o nevoeiro. Ao redor das 15:00 do 1 de março fondearon finalmente nas águas de Porto Obscuro.

### Combate de Huite

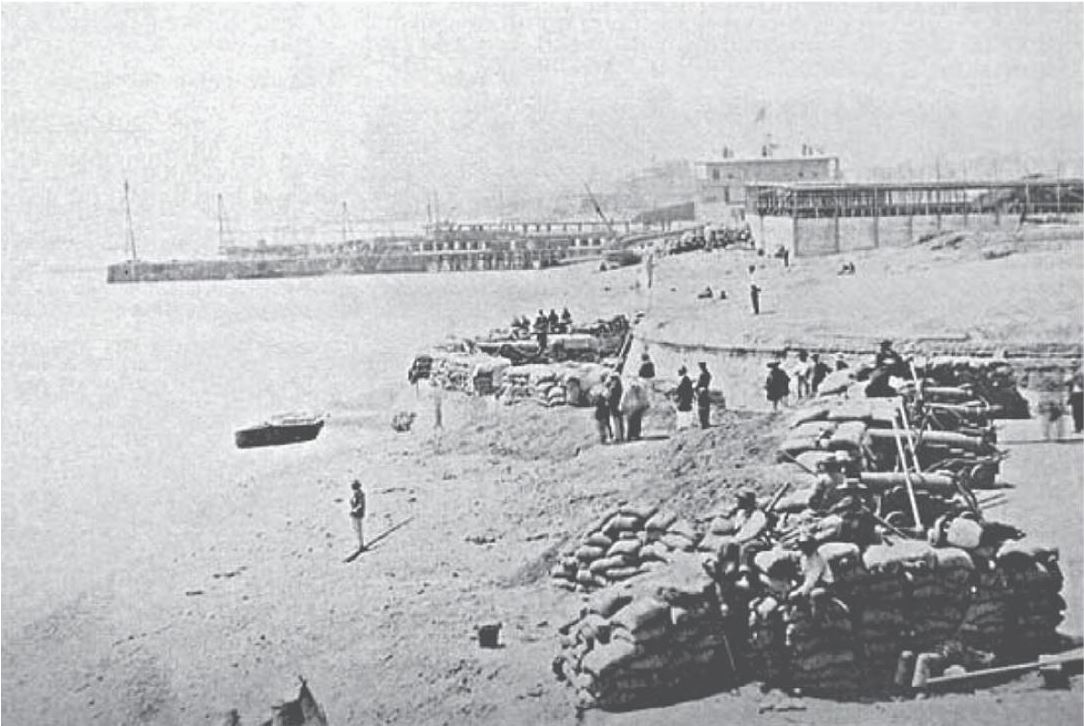
Baterías do Callao no 2 de maio de 1866.

As fragatas espanholas ancoraram na noite do 1 de março em Tubilda, perto de Huito. Este fondeadero ficava baixo resguardo dum morro no que, sem que soubessem os espanhóis, ficabam acampadas duas companhias do batalhão N° 4 de Ancud ao comando do maior Jorge Wood.:38
A Blanca estava ancorada a escassos 50 metros das rochas por o que, durante a noite, Wood ordenou a seus soldados que tomassem posições a tiro de fuzil do inimigo. Os soldados ocultaram-se detrás das rochas e puseram-se em posições ventajosas na cume do morro.
Às 4:45 horas do 2 de março, as tripulações agruparam-se nas cobertas para vistoriar. Ao observar isto, as forças chilenas abriram fogo de fuzilaria surpreendendo completamente à tripulação espanhola. Os marinheiros correram a baixar aos entrepuentes e aclarar a coberta. A artilharia dos navios não poria contestar o fogo pela curta distância em que se achava o inimigo e também por que não achava alvo a qual disparar já que os chilenos tinham muito boas posições. A Numancia não poria ajudar pois sua colega estava na linha de tiro. Casto Méndez Núñez enviou um bote com reforços o que tentou acercar às rochas e desalojar aos puxadores, mas foi também atacado e recusado.
Duas horas depois a Blanca conseguiu apartar-se a tiro de canhão e disparou, mas com tão pouca efectividade que as forças chilenas não sofreram baixas. Os navios recusados seguiram seu rumo para procurar à esquadra aliada.
Documentos chilenos da época assinalam de que neste confronto infligiram danos e causaram numerosas baixas ao espanhois, mas as fontes espanholas falam de que não teve perda alguma.:312-313

### Na ensenada de Huito
Às 9:40 as fragatas acercaram-se à ilha Abtao, e se prepararam para o combate. Às 10:00, depois de comprovar que a frota combinada já não se encontrava naquele lugar, a Blanca explorou a ensenada. Estando fondeadas ambas naves na ilha Tabón, numa zona o suficientemente profunda para o calado da Numancia, contactaram com uma embarcação da zona que lhes informou da posição dos navios aliados e das medidas que tinham tomado para impedir que as fragatas espanholas forçassem a entrada ao embarcadeiro. Cedo as colunas de fumaça dos navios aliados permitiram a Méndez Núñez localizar o novo refúgio, e fondeó a umas cinco milhas de distância.
Ao ver isto, alguns chefes aliados temiam que as naves espanholas conseguissem forçar a boca da ensenada, e nesse evento bastavam os canhões da Numancia para destruir toda a esquadra aliada. Segundo o julgamento destes chefes, era preferível sair ao mar livre e dispersar-se em todas direcções mas o comandante Williams Rebolledo acreditava mais seguro o refúgio de Huito prevalecendo sua opinião. Para dificultar mais o acesso à esquadra inimiga, se obstruyó a estreita entrada do estero de Huito, afundando nela o Lerzundí.
Os acontecimentos deram a razão ao comandante Juan Williams Rebolledo. Os chefes espanhóis não conheciam a profundidade da ensenada de Huito e suspeitavam que tinha sido escolhida porque não permitia a entrada de navios de grande calado como a Numancia. Ademais, a estreiteza e as correntes da zona a faziam muito perigosa. Finalmente, Méndez Núñez decidiu finalizar a missão e regressar a Valparaíso.
Durante seu regresso, a Blanca conseguiu apresar no golfo de Arauco ao navio auxiliar chileno Paquete del Maule que viajava junto ao vapor Independencia (que pôde escapar sem ser detectado) transportando tropas chilenas para Montevidéu com o objetivo de completar alí as tripulações dos blindados Huáscar e Independência que vinham desde Europa. Em Coronel apresaron dois bricbarcas carregadas com mil toneladas de carvão, uma prusiana e a outra italiana. Finalmente o 14 de março chegaram a Valparaíso.

### Bombardeio de Valparaíso
Em Valparaíso, o Méndez Núñez exigiria a Chile a devolução da Covadonga em troca do levantamento do bloqueio e a devolução das presas feitas pela esquadra espanhola. Chile contestou ao intermediário, o comodoro estadunidense John Rodgers, que não devolveria a Covadonga.
Nas primeiras horas do 24 de março, o almirante espanhol enviou por meio do ministro norte-americano Kilpatric um ultimato ao governo chileno dando-lhe um prazo de quatro dias para que desse as satisfações exigidas, devolvesse a Covadonga e cumprimentasse à bandeira espanhola. Em caso contrário bombardearia as instalações do porto de Valparaíso e sucessivamente os demais da costa chilena. Esta declaração causou indignação e pânico entre a população. Ante a negativa do governo chileno, Méndez Núñez comunicou ao intendente de Valparaíso que tras o falhanço das negociações e a infructuosa busca da esquadra aliada, não tinha outro meio para vingar as ofensas recebidas que com o bombardeio do porto. Os representantes diplomáticos fizeram o possível para evitar o bombardeio e o ministro chileno de relações exteriores Álvaro Covarrubias Ortúzar propôs arranjar a dez milhas de Valparaíso um combate em paridade entre a frota espanhola e a aliada no qual o comodoro Rodgers seria o árbitro. O resultado seria definitivo e se respeitaria mutuamente. Méndez Núñez não aceitou a proposta já que não quis ser responsavel duma possível derrota e porque não tinha autoridade nem ordens para someter o conflito a este lance.:221
Méndez Núñez advertiu suas intenções para facilitar a evacuação dos civis. As forças navais de Estados Unidos e Grã-Bretanha ameaçaram com intervir se levava-se a cabo o ataque já que pensavam esta acção violava as leis de guerra ao ser Valparaíso um porto indefeso. Méndez Núñez replicou que tinha ordens e que aqueles que intervinham seriam atacados também como inimigos. Nesse momento ele disse a célebre frase de «Espanha prefere honra sem barcos, a barcos sem honra». As unidades navais estadunidenses e inglesas não interviriam na acção devido a que seus respectivos governos não autorizaram comprometer seus navios nesta guerra.
No 31 de março Méndez Núñez ordenou o bombardeio, causando grandes danos ao porto. Teve 2 mortos e, aproximadamente, 10 feridos.:223 Aproximadamente 40 000 habitantes, quase a metade da população de Valparaíso, tinham abandonado a cidade e refugiaram-se convenientemente. O bombardeio foi essencialmente dirigido contra os edifícios públicos. Os hospitais, conventos e igrejas foram assinalados com bandeiras brancas para que os canhoneiros espanhóis saberiam que lugares evitar.
A acção foi criticada por se tratar dum ataque a um porto indefeso (todos os canhões da cidade tinham sido retirados pelo governo chileno para assim o demonstrar). Os mesmos integrantes da esquadra espanhola achavam firmemente que a acção era um erro e lhes provocava desagrado. O próprio Méndez Núñez expressou seu disconformidad ao governo de Madri: «todo mundo civilizado reprovará nossa conduta». As cartas dos marinheiros e os oficiais coincidem em ideias parecidas. O maior geral da esquadra Miguel Lobo y Malagamba escreveu a sua mulher:
Méndez Núñez, espoleado pelos reproches vertidos decidiu atacar El Callao, o porto melhor defendido de América do Sul.
No Chile e no Peru ainda se tinham esperanças da pronta chegada dos blindados Huáscar e Independencia, ambos poderosamente artilhados, mas não obstante isso, o governo peruano ordenou a organização das defesas necessárias a cargo da Marinha e do Exército, se instalando 56 canhões em várias baterias ao redor do porto, incluindo uma dirigida à zona conhecida como a Mar Brava em previsão de um ataque pela retaguarda. Os estrangeiros radicados no Lima intervieram, formando brigadas de bombeiros, ja que se temia incêndios no porto e na cidade.

### Combate de Callao

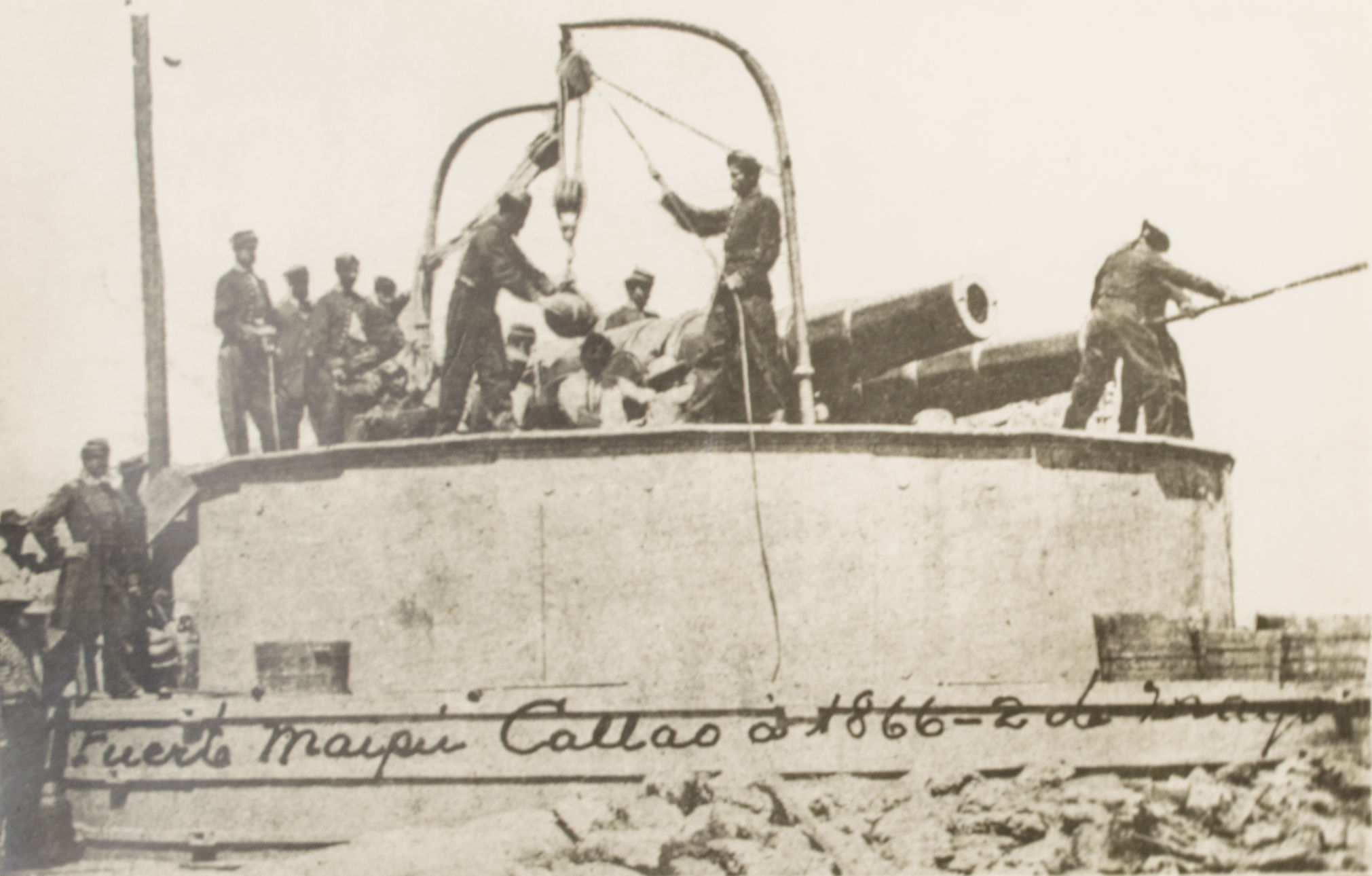
Batería peruana no porto do Callao, no 2 de maio de 1866.

A esquadra de Méndez Núñez não tinha recevedo em nove meses fornecimento desde a península de pólvora, carvão, víveres nem munição e seus marinhos não tinham pisado terra firme desde anos.:433-  A esquadra espanhola chegou à ilha São Lorenzo, frente a El Callao, no 26 de abril de 1866.
Ao dia seguinte, Méndez Núñez anunciou ao corpo diplomático acreditado em Lima que daria quatro dias de prazo para a evacuação do poroto y da cidade. Este lapso foi aproveitado pelas autoridades peruanas para ultimar a organização das defesas e dos corpos auxiliares.
A artilharia naval espanhola contava com 272 canhões em 7 naves. A defesa costera possuía 56 canhões nas baterias de terra e 13 canhões em 5 navios de guerra. Em caso dum desembarque dispunha-se de dois batalhões de infantaria e cavalaria para repelir aos espanhóis.
O combate começou às 11:30 da manhã do 2 de maio de 1866 e continuou, com variada intensidade, até as 17:30 horas.
O resultado do combate tem sido matéria de controvérsia. Segundo os protagonistas espanhóis fui uma vitoria espanhola devido que quase a totalidade das baterias da defesa do porto foram silenciadas ao ponto de que, ao momento de se retirar, só três canhões na Forte Santa Rosa continuavam disparando. Esta versão é respaldada pelo capitão da corbeta francesa Vénus, presente durante o combate. Também sustentam sua vitória no facto de não ter sido afundada nenhuma de suas naves. Só duas delas (a Berenguela e a Villa de Madrid) sofreram danos de consideração e foram postas temporariamente fora de combate mas não tiveram impedimento para realizar a viagem de regresso a Espanha.
Fontes peruanas por sua vez, afirmam que as baterias mantiveram o fogo durante todo o combate e, a excepção da localizada na Torre de La Merced (que explodiu), não sofreram danos que lhes impedissem continuar disparando. Por outra parte con respeito à população e ao porto, os danos materiais foram escassos. Esta versão é respalda pelo comodoro estadounidense John Rodgers, que presenciou o combate desde a coberta do Powhatan.
Os espanhóis tiveram 43 mortos, 83 feridos e 68 contusos. Do lado peruano não se sabe com exactidão o número de mortos e feridos. As cifras variam segundo as fontes desde as 200 até as 2.000 baixas.

### Retirada da esquadra espanhola e concentração da esquadra aliada para uma ofensiva
No 10 de maio de 1866, após enterrar seus mortos, curar seus feridos e consertar seus navios na Ilha São Lorenzo, os espanhóis dividiram seu esquadra. As fragatas Numancia e Berenguela, a corbeta Vencedora e os transportes Marqués de la Victoria, Uncle Sam e Matauara dirigiram-se para as Filipinas para se avitualhar e continuar sua viagem para Cádiz (nesta viagem a Numancia conseguiria ser o primeiro navio blindado em dar a volta ao mundo). O resto da esquadra, isto é, as fragatas Resolución, Blanca, Villa de Madrid e a Almansa, comandadas por Méndez Nuñez, navegaram para o Atlántico sul.:475-476 Estes navios permaneceram atracados em Rio de Janeiro e Montevidéu em espera de uma nova expedição de castigo ao Pacífico ou em previsão de um ataque por parte da esquadra aliada. Pouco tempo depois, o governo espanhol enviou às fragatas Concepción e Navas de Tolosa para as reforçar.
Os blindados Huáscar e Independência que iam baixo o comando do capitão chileno José María Salcedo tiveram uma série de complicações durante sua viagem devido a maus climas, acidentes, deserções e motines. No 5 de maio de 1866, o Huáscar capturou ao bergantim espanhol Manuel que se dirigia a Montevidéu, o qual foi posteriormente incendiado. Ao dia seguinte capturou ao velero Petita Victorina, o qual foi dotado com tripulação e enviado a Chile. O 25 de maio enquanto os blindados acercavam-se ao Estreito de Magalhães estiveram a ponto de se encontrar com a divisão espanhola de Méndez Nuñez, que a última hora, decidiu ir pelo Cabo de Hornos. Finalmente, depois de cruzar o estreito, os blindados uniram-se à esquadra aliada no 11 de junho em Valparaíso e puseram-se baixo as ordens do almirante chileno Manuel Blanco Encalada, a quem nesse lhe tinham dado o cargo efetivo de comandante em chefe das forças navais aliadas, remplazando a Williams. Enquanto a esquadra aliada encontrava-se em Valparaíso manteve-se uma estreita vigilância sobre os navios inimigos que ainda surcaran por este lado. É assim, que a goleta Covadonga captura o 20 de junho à barca inglesa Thalaba, que trazia de contrabando de guerra víveres e outros pertrechos para os espanhóis.
Com todas as forças navais aliadas reunidas e contando com um poder considerável para fazer frente aos espanhóis, se pensou em reiniciar a luta. O governo peruano tinha contratado a um marinho estadounidense, o comodoro John Randolph Tucker, como chefe da esquadra e uns quantos oficiais da mesma nacionalidade para secundarlo.

### Captura do velero chileno Tornado no Atlántico
No 22 de agosto de 1866 foi capturado o veleiro chileno Tornado no oceano Atlântico.

## Término da guerra
Os Estados Unidos propuseram em 1867 negociar um tratado de paz, mas não conseguiu concordar as bases do encontro. Em 1868 Chile e Espanha assinaram um acordo para retirar um total de quatro navios de guerra dos estaleiros britânicos, o que causou o incidente diplomático entre Peru e Chile. Em 1868 os Estados Unidos reiteraram sua proposta que outra vez não conseguiu reunir aos diplomáticos.:52-53
No 1871 assinou-se em Washington DC um armistício por tempo indefinido entre os países beligerantes.
A Espanha e o Peru assinaram finalmente um tratado de paz e amizade em 14 de agosto de 1879. Através dele, a Espanha reconheceu a independência peruana e estabeleceram relações diplomáticas entre os dois países. Esse mesmo ano a Espanha assinou o tratado de paz com Bolívia (21 de agosto). A paz definitiva entre Espanha e Chile assinou-se quatro anos depois. O Tratado Chile-Espanha do 12 de junho de 1883, foi assinado em Lima, durante a ocupação chilena dessa cidade durante a Guerra do Pacífico. Por último, a paz com Equador assinou-se o 28 de janeiro de 1885.

### Prisioneiros
O 12 de dezembro de 1867 chegaram a Valparaíso 226 chilenos do Paquete del Maule libertados depois de um acordo de intercâmbio de prisioneiros.:435 Chile entregou à Espanha os prisioneiros da Covadonga (número desconhecido). Uma vez que elles chegaram a Le Havre na barca Caszimir Lequellec foram levados a Cádiz onde foram presos, submetidos a julgamento:448-449 e absolvidos de culpa.:491-493

### Imigrantes espanhóis em Chile e Peru
Os residentes espanhóis em Chile (perto de 800 pessoas:444) deveram abandonar o país depois do combate do Callao no lapso de 30 dias.:450 Em Peru alguns residentes espanhóis deveram abandonar o país e a outros se lhes concedeu a nacionalidade e um terceiro grupo obteve o direito a ela. O governo proibiu a chegada ao pais de novos cidadâos espanhóis.:52

## Consequências da guerra

Itinerario da Numancia entre 1864 e 1867.

Os resultados militares diferem segundo o pais beligerante. Para Espanha a vitória desta guerra foi sua, ja que era uma operação de castigo e não uma invasão. Para Peru e Chile, eles tinham ganhado, pois os navios espanhóis se tinham retirado das águas do Pacífico sul.

### No Peru
A guerra é considerada como a consolidação da independência peruana. A contenda teve sérias consequências económicas. As despesas para compra de armamento e barcos de guerra foram muito elevadas, o que unido à ocupação das ilhas Chincha (produtoras de guano, a principal fonte de rendimentos do país) levaram à solicitação por parte do governo de diversos empréstimos. Em 1872 a dívida peruana era dez vezes maior que em 1868.

### No Chile
Depois da guerra, Chile iniciou um processo de rearme que levou ao país a ostentar uma superioridade militar que foi evidenciada na contenda que lhe enfrentou com seus antigos aliados entre 1879 e 1884. Em 1868 Espanha e Chile (que formalmente seguiam em guerra) assinaram um acordo pelo que ambos países sacaram navios dos astilleros ingleses, onde se encontravam bloqueados pelo governo inglês. O Peru opôs-se a este convênio e tentou impedir a saída dos barcos, pois entendia que violava a ainda vigente aliança com Chile.
Para Chile, a guerra também teve nefastas consequências económicas, já que significou a perda de quase toda sua frota mercante e de sua hegemonia comercial no Pacífico (com a destruição dos Armazéns Fiscais de Valparaíso), ainda que com o passar dos anos se recuperou graças ao ressurgimento dos portos de Valparaíso e San Antonio.
O impacto na vida cultural de Chile foi enorme. Afiançou-se a ideia duma separação cultural de Espanha, o que teve como resultado prático um fortalecimento da Ortografia de Bello ja vigente desde 1843, uma crítica à censura de qualquer tipo (incluso a católica do index) e à propriedade intelectual que pusesse deter o livre fluxo das ideias desde Europa, à criação da Academia de Belas Artes que foi vista em Espanha por alguns como contraparte da Real Academia Española, o apoio aos patriotas cubanos e seu reconhecimento como parte beligerante no 1869, o apoio do governo chileno a um empréstimo de vários milhões de pesos a eles.:134-136
Os historiadores coincidem em que Chile foi à guerra por um sentimento americanista desproporcionado, sem uma força naval apropriada e sem uma comunidade de interesses bem fundada com seu aliado. Também se aprofundou e prolongou a crítica da elite chilena ao panamericanismo que atingiu também aos sectores populares.:571-572

## Na Espanha
Espanha, por sua vez, não obteve benefício algum com este conflito. Raymond Carr escreve: A guerra com Chile e Peru ... foi estúpida por si mesma.:13 Às despesas que ocasionou a manutenção da expedição, se somou a crise económica que açoitava Europa e que se deixou sentir com força na Península. Isto, unido à perda das colheitas de 1866 depois de umas graves inundações, provocou uma grave crise política. A rainha Isabel II já não confiava em O'Donnell, e a sublevação do quartel de São Gil serviu de desculpa para lhe obrigar a apresentar sua renúncia. Assim, no 10 de julho de 1866 Ramón María Narváez foi nomeado novo presidente do Conselho de Ministros. O'Donnell, principal impulsor das expedições ao exterior, foi apartado definitivamente do poder. No entanto, a insatisfação popular não cessou até dois anos mais tarde, quando bo 19 de setembro de 1868 explodiu a revolução conhecida como A Gloriosa e que provocaria o destronamento de Isabel II.
Sobre as intenções que motivaram ao governo de O'Donnell a impulsar estes expedições existem na historiografía espanhola duas vertentes. Uma que as considera só um acto aventureiro, simplista, quijotesco ou calavérico e outra segundo a qual a actuação em Santo Domingo, Cochinchina e Peru deixou entrever a existência de um fio condutor que se alçava acima dos julgamentos vertidos pelos diferentes executivos (Mon, Narvaéz e O'Donnell).:146 Pedro de Novo e Colson em sua obra escrita em 1882 sustenta que foi Salazar e Mazarredo quem enganou a um crédulo Pinzón  e dessa maneira descarrega a culpa da guerra numa sozinha pessoa. Mas González e Parodi afirmam em seu escrito de 2013 que foi a Junta de Chefes reunida o 28 de dezembro, conduzida por Pinzón, a que se pronunciou pela ocupação.:119

### Vinculação à Guerra do Pacífico (1879-1884)
A guerra contra Espanha postergou o crescente conflito entre o Peru e o Chile pelo controle da região. Pouco dantes da chegada da Comissão Científica, a Assembleia de Bolívia tinha autorizado a seu governo declarar a guerra ao Chile se não se conseguia um acordo satisfatório na disputa limítrofe. Ante a ameaça espanhola, ambos países assinaram o Tratado de fronteira entre Bolívia e Chile de 1866, que Peru aconselhou rescindir. Em 1873 assinou-se em segredo um Tratado de Aliança Defensiva.
Em 1865 zarparam de El Callao com rumo ao sul as naves peruanas Apurimac e Amazonas e a bordo delas, como oficial de enlace, Rafael Sotomayor Baeza, quem seria ministro de guerra em campanha de Chile no período 1879 até sua morte em 1880. Em várias cartas, Sotomayor comenta ao então ministro de guerra chileno Álvaro Covarrubias Ortúzar a falta de disciplina dos soldados peruanos, de conhecimentos náuticos, de preparação militar e as profundas divisões entre os partidários do derrocado presidente Pezet e os seguidores do atual presidente Prado observadas durante sua viagem desde El Callao, à Ilha San Félix (a 850 km da costa americana), a Valdivia e finalmente a Abtao.
O historiador peruano Wagner de Reyna comenta as cartas: De outro lado, Chile conhecia por dentro os pontos débis de seu aliado e futuro adversário: indisciplina, falta de preparação militar, etc., circunstância que adquire seu verdadeiro relevo se se considera que bom número dos protagonistas da guerra com Espanha tinham de ser figuras de importância na de 1879. Os peruanos não valorizaram as sobrias qualidades de seus vizinhos do sul, ainda que nunca faltaram em Lima admiradores de sua organização política e social. O Peru sobrestimaba suas forças e procedia em consequência: Chile sabia que as sobreestimaba em muito.

## Bibliografía
- Archivo Álvaro de Bazán (1966). Documentos relativos a la Campaña del Pacífico (1863-1867) I (PDF). Madrid, España: Museo Naval de Madrid
- Archivo Álvaro de Bazán (1966). Documentos relativos a la Campaña del Pacífico (1863-1867) II (PDF). Madrid, España: Museo Naval de Madrid
- Archivo Álvaro de Bazán (1966). Documentos relativos a la Campaña del Pacífico (1863-1867) III (PDF). Madrid, España: Museo Naval de Madrid
- Barros van Buren, Mario (1958). Historia Diplomática de Chile (1541-1938). Santiago de Chile: Editorial Andrés Bello
- Britton, John A. (2013). Cables, Crises, and the Press: The Geopolitics of the New Information System in the Americas, 1866-1903 (em inglês). Albuquerque, USA: University of New Mexico Press. ISBN 978-0-8263-5398-6
- Basadre Grohmann, Jorge (2005). Historia de la República del Perú. [S.l.]: Lima: Diario La República. ISBN 9972-205-62-2
- Burr, Robert N. (1965). By Reason Or Force: Chile and the Balancing of Power in South America, 1830-1905. [S.l.: s.n.]
- Fuentes, Juan Francisco (2007). El fin del Antiguo Régimen (1808-1868). Política y sociedad. Madrid: Síntesis. ISBN 978-84-975651-5-8
- García Martínez, José Ramón (1994). El Combate Del 2 de mayo de 1866 En El Callao: Resultados y conclusiones. [S.l.]: Ed. Naval. ISBN 84-7341-077-7
- Governo de Chile (1865). Memoria que el Ministro de Estado en el Departamento de Guerra presenta al Congreso Nacional de 1865. [S.l.: s.n.]
- Governo de Chile (1865). Memoria que el Ministro de Estado en el Departamento de Marina presenta al Congreso Nacional de 1865. [S.l.: s.n.]
- Governo do Peru (1864). Memoria que el ministro de relaciones exteriores presenta á la legislatura ordinaria de 1864 sobre los asuntos de España. [S.l.: s.n.] Este archivo contiene entre otros:

-Informe de Ribeyro al Congreso del Perú del 28 de julio de 1864 (pág. 11)
-Capitulación de Ayacucho (pág. 47)
-documentos para la firma de un tratado entre Perú y España (pág. 53)
-las notas de Eusebio Salazar y Mazarredo y las respuestas del ministro Juan Antonio Ribeyro (pág. 79)
-la declaración de Pinzón y Salazar y Mazarredo por la toma de las islas del 14 de abril (pág. 107)
-la declaración del cuerpo diplomático de Lima (pág. 112)
-protesta peruana a la negación del gobierno de Ecuador a cerrar sus puertos a las naves españolas y la respuesta de Ecuador (pág. 155)
-orden del gobierno peruano de investigar los hechos ocurridos en Talambo y otros documentos afines (pág. 175)
-notas diplomáticas intercambiadas a causa del rechazo peruano a la designación de Ballesteros como cónsul (pág.187)
y otras muy diversas reclamaciones, notas y documentos
- Parodi Revoredo, Daniel; Gonzáles Miranda, Sergio; Gonzáles Pizarro, José Antonio (2013).  Universidad Arturo Prat, ed. España y su intervención en América del Sur: La alianza peruano-chilena y la guerra contra España 1864-1866. Las historias que nos unen. Santiago de Chile: RiL. ISBN 978-956-01-0049-8
- Iriondo, Eduardo (1867). Impresiones del viaje de circunnavegación en la fragata blindada Numancia. Madrid, España: [s.n.]
- López Urrutia, Carlos (1969). Historia de la Marina de Chile. Santiago de Chile: [s.n.]
- Melo, Rosendo (1907). Historia de la Marina del Perú I (em inglês). Lima: Imprenta de Carlos F. Southwell
- Novak Talavera, Fabián (2001). Las Relaciones entre Perú y España (1821-2000). Lima, Perú: Fondo Editorial de la Universidad Católica del Perú. ISBN 9972-42-441-3
- de Novo y Colson, Pedro (1882). Historia de la guerra de España en el Pacífico. Madrid: Imprenta de Fortanet
- St John, Ronald Bruce (1992). Foreign Policy of Peru (em inglês). Colorado, USA: Lynne Rienner Publishers, Inc. ISBN 1-55587-304-9
- Vicuña Mackenna, Benjamín (1883). Historia de la Guerra de Chile con España (de 1863 a 1866), Cuadros i episodios comentados, arreglados i estraidos de la "Histona de la guerra de España en el Pacífico" publicada en 1883 por el teniente de navío de la marina española don Pedro de Novo i Colso (PDF) (em inglês). Santiago de Chile: Imprenta Victoria